# Cossypha heuglini
Cossypha heuglini е вид птица от семейство Muscicapidae.

## Разпространение
Видът е разпространен в Ангола, Ботсвана, Бурунди, Камерун, Централноафриканската република, Чад, Република Конго, Демократична република Конго, Етиопия, Габон, Кения, Малави, Мозамбик, Намибия, Нигерия, Руанда, Сомалия, Южна Африка, Южен Судан, Судан, Свазиленд, Танзания, Уганда, Замбия и Зимбабве.